# 蛍ちゃんの北海道移住計画
蛍ちゃんの北海道移住計画（ほとちゃんのほっかいどういじゅうけいかく）は北海道文化放送（uhb）初のドキュメントバラエティ番組。

## 概要
ドラマ「北の国から」シリーズなどで北海道に憧れた蛍原徹（雨上がり決死隊）が、将来北海道に移住したいという夢を抱き、道内各地を訪れ最終的に移住する市町村を決定するというもの。
2004年10月に「YASUのえき☆スタ@noon」の1コーナーとして発祥したが人気を博し、同番組終了後の2005年4月15日からレギュラー番組化。2005年9月23日をもって終了した。
2005年6月16日より「前田ししょうの一発ギャグ」のコーナーがスタート。

## 出演者
- 蛍原徹（雨上がり決死隊）
- 前田ししょう（元サブミッションズ）
- なお、番組最後にスタッフも写真で出演している。

| 北海道文化放送 金曜25：05～25：35                                                                         | 北海道文化放送 金曜25：05～25：35 | 北海道文化放送 金曜25：05～25：35 |
| 前番組 | 番組名                            | 次番組                            |
| --- | --------------------------------- | --------------------------------- |
| Fの炎 ～ファイターズ通信～ ※24:55～25:10ぐっさん家 ～THE GOODSUN HOUSE～ ※25:10～25:40 （東海テレビ制作） | 蛍ちゃんの北海道移住計画          | どーせヒマでしょ?                 |